# Euanthe (måne)
Euanthe er en af planeten Jupiters måner: Den blev opdaget 11. december 2001, af Scott S. Sheppard, David C. Jewitt og Jan Kleyna, og kendes også under betegnelsen Jupiter XXXIII. Lige efter opdagelsen fik den den midlertidige betegnelse S/2001 J 7, men senere vedtog den Internationale Astronomiske Union at opkalde den efter Euanthe, som ifølge visse kilder til græsk mytologi er en af Zeus' elskerinder.
Euanthe er en af i alt 16 Jupiter-måner i den såkaldte Ananke-gruppe; 16 måner med omtrent samme omløbsbane som månen Ananke.
| Naturvidenskab | Spire Denne naturvidenskabsartikel er en spire som bør udbygges. Du er velkommen til at hjælpe Wikipedia ved at udvide den. |